# Saison 2019-2020 du Rodez Aveyron Football
Chronologie
Saison précédente Saison suivante
Le Rodez Aveyron Football obtient pour la première fois de son histoire le statut professionnel après avoir terminé champion à la 1re place du National. Ainsi, le club ruthénois participe à trois compétitions officielles avec la Ligue 2, la Coupe de France et la Coupe de la Ligue.

## Ligue 2
Le tableau résume l'ensemble des rencontres de championnat de Ligue 2 
| Date                       | Journée | Horaire | Adversaire             | Lieu                                  | Score | Buteurs du RAF                         | Buteurs adverses                     | Points | Class. | Ecart de points avec le barragiste | Public |
| Vendredi 26 juillet 2019   | 1       | 20 H    | AJ Auxerre             | Dom. (Stadium)                        | 2-0   | 1re Bonnet 19e Henry                   | -                                    | 3      | 4e     | + 3                                | 2 727  |
| Vendredi 2 août 2019       | 2       | 20 H    | LB Châteauroux         | Ext. (Stade Gaston-Petit)             | 0-0   | -                                      | -                                    | 4      | 5e     | + 3                                | 2 729  |
| Vendredi 9 août 2019       | 3       | 20 H    | Paris FC               | Dom. (Stadium)                        | 2-1   | 38e Ruffaut 90+1e Bardy                | 30e Armand                           | 7      | 4e     | + 6                                | 2 495  |
| Vendredi 16 août 2019      | 4       | 20 H    | Valenciennes FC        | Ext. (Stade du Hainaut)               | 1-0   | -                                      | 50e Guillaume                        | 7      | 6e     | + 6                                | 5 332  |
| Vendredi 23 août 2019      | 5       | 20 H    | US Orléans LF          | Dom. (Stadium)                        | 3-3   | 10e Chougrani 60e Ruffaut 90+3e Bonnet | 16e Perrin 78e Benkaïd 83e Scheidler | 8      | 8e     | + 6                                | 2 019  |
| Vendredi 30 août 2019      | 6       | 20 H    | AS Nancy-Lorraine      | Ext. (Stade Marcel-Picot)             | 1-1   | 45+2e Bonnet                           | 90+2e (csc) Chougrani                | 9      | 9e     | + 7                                | 10 117 |
| Vendredi 13 septembre 2019 | 7       | 20 H    | Le Mans FC             | Dom. (Stadium)                        | 4-1   | 2e 75e Bonnet 23e Sané 77e Henry       | 54e Créhin                           | 12     | 5e     | + 9                                | 1 425  |
| Lundi 23 septembre 2019    | 8       | 20 H 45 | FC Lorient             | Ext. (Stade Yves-Allainmat)           | 2-1   | 78e Sané                               | 46e Wissa 66e (pen.) Hamel           | 12     | 8e     | + 9                                | 6 973  |
| Vendredi 27 septembre 2019 | 9       | 20 H    | FC Sochaux-Montbéliard | Dom. (Stadium)                        | 0-2   | -                                      | 20e Sané 63e Daham                   | 12     | 11e    | + 6                                | 1 828  |
| Vendredi 4 octobre 2019    | 10      | 20 H    | EA Guingamp            | Ext. (Stade municipal de Roudourou)   | 4-1   | 14e Ruffaut                            | 12e 83e Pelé 42e Niakaté 78e Pierrot | 12     | 14e    | + 5                                | 7 035  |
| Vendredi 18 octobre 2019   | 11      | 20 H    | Clermont Foot 63       | Ext. (Stade Gabriel-Montpied)         | 0-1   | 77e Bonnet                             | -                                    | 15     | 12e    | + 7                                | 3 809  |
| Vendredi 25 octobre 2019   | 12      | 20 H    | FC Chambly Oise        | Dom. (Stadium)                        | 2-0   | 30e Bonnet 90e Sané                    | -                                    | 18     | 7e     | + 9                                | 1 096  |
| Vendredi 1er novembre 2019 | 13      | 20 H    | AC Ajaccio             | Ext. (Stade François-Coty)            | 1-0   | -                                      | 56e Laci                             | 18     | 10e    | + 7                                | 2 935  |
| 11 novembre 2019           | 14      | 20 H 45 | RC Lens                | Dom. (Stadium)                        | 1-2   | 22e Henry                              | 28e 63e Robail                       | 18     | 11e    | + 5                                | 5 348  |
| Vendredi 22 novembre 2019  | 15      | 20 H    | Chamois niortais FC    | Ext. (Stade René-Gaillard)            | 2-1   | 68e Sané                               | 56e Sissoko 79e Kemen                | 18     | 12e    | + 4                                | 2 683  |
| Vendredi 29 novembre 2019  | 16      | 20 H    | Le Havre AC            | Dom. (Stade Paul-Lignon)              | 1-2   | 4e Ouhafsa                             | 46e 55e (pen.) Kadewere              | 18     | 13e    | + 3                                | 3 498  |
| Mardi 3 décembre 2019      | 17      | 21 H 05 | ES Troyes AC           | Ext. (Stade de l'Aube)                | 1-0   | -                                      | 27e Ba                               | 18     | 14e    | + 3                                | 5 418  |
| Vendredi 13 décembre 2019  | 18      | 20 H    | SM Caen                | Dom. (Stade Paul-Lignon)              | 2-1   | 48e 75e Bardy                          | 73e Mbengue                          | 21     | 12e    | + 4                                | 2 793  |
| Vendredi 20 décembre 2019  | 19      | 20 H    | Grenoble Foot 38       | Ext. (Stade des Alpes)                | 2-1   | 50e Bonnet                             | 10e Vandenabeele 57e (pen.) Benet    | 21     | 12e    | + 4                                | 5 579  |
| Vendredi 10 janvier 2020   | 20      | 20 H    | LB Châteauroux         | Dom. (Stade Paul-Lignon)              | 1-2   | 59e Bonnet                             | 14e Chouaref 90+1e Goncalves Pereira | 21     | 14e    | + 4                                | 2 891  |
| Vendredi 24 janvier 2020   | 21      | 20 H    | Paris FC               | Ext. (Stade Charléty)                 | 0-0   | -                                      | -                                    | 22     | 14e    | + 4                                | 1 844  |
| Vendredi 31 janvier 2020   | 22      | 20 H    | Valenciennes FC        | Dom. (Stade Paul-Lignon)              | 1-1   | 24e Ouhafsa                            | 87e (pen.) Chevalier                 | 23     | 16e    | + 4                                | 3 114  |
| Mardi 4 février 2020       | 23      | 21 H 05 | US Orléans LF          | Ext. (Stade de la Source)             | 1-2   | 72e Chougrani 77e Douline              | 50e Nakoulma                         | 26     | 15e    | + 7                                | 3 559  |
| Vendredi 7 février 2020    | 24      | 20 H    | AS Nancy-Lorraine      | Dom. (Stade Paul-Lignon)              | 1-1   | 87e Sané                               | 17e Ciss                             | 27     | 14e    | + 6                                | 3 147  |
| Vendredi 14 février 2020   | 25      | 20 H    | Le Mans FC             | Ext. (MMArena)                        | 0-0   | -                                      | -                                    | 28     | 13e    | + 6                                | 4 870  |
| Vendredi 21 février 2020   | 26      | 20 H    | FC Lorient             | Dom. (Stade Paul-Lignon)              | 0-1   | -                                      | 10e Hamel                            | 28     | 16e    | + 3                                | 4 020  |
| Vendredi 28 février 2020   | 27      | 20 H    | FC Sochaux-Montbéliard | Ext. (Stade Auguste-Bonal)            | 1-1   | 69e Ouhafsa                            | 90+2e (pen.) Livolant                | 29     | 16e    | + 4                                | 5 445  |
| Vendredi 6 mars 2020       | 28      | 20 H    | EA Guingamp            | Dom. (Stade Paul-Lignon)              | 2-1   | 8e 89eBonnet                           | 74e (csc) Douline                    | 32     | 16e    | + 6                                | 3 308  |
| 13 mars 2020               | 29      |         | Clermont Foot 63       | Dom. (Stade Paul-Lignon)              | -     |                                        |                                      | -      | -      |                                    |        |
| 20 mars 2020               | 30      |         | FC Chambly Oise        | Ext. (Stade Pierre-Brisson, Beauvais) | -     |                                        |                                      | -      | -      |                                    | N/A    |
| 3 avril 2020               | 31      |         | AC Ajaccio             | Dom. (Stade Paul-Lignon)              | -     |                                        |                                      | -      | -      |                                    |        |
| 10 avril 2020              | 32      |         | RC Lens                | Ext. (Stade Bollaert-Delelis)         | -     |                                        |                                      | -      | -      |                                    | N/A    |
| 17 avril 2020              | 33      |         | Chamois niortais FC    | Dom. (Stade Paul-Lignon)              | -     |                                        |                                      | -      | -      |                                    |        |
| 21 avril 2020              | 34      |         | Le Havre AC            | Ext. (Stade Océane)                   | -     |                                        |                                      | -      | -      |                                    | N/A    |
| 24 avril 2020              | 35      |         | ES Troyes AC           | Dom. (Stade Paul-Lignon)              | -     |                                        |                                      | -      | -      |                                    |        |
| 1er mai 2020               | 36      |         | SM Caen                | Ext. (Stade Michel-d'Ornano)          | -     |                                        |                                      | -      | -      |                                    | N/A    |
| 8 mai 2020                 | 37      |         | Grenoble Foot 38       | Dom. (Stade Paul-Lignon)              | -     |                                        |                                      | -      | -      |                                    |        |
| 15 mai 2020                | 38      |         | AJ Auxerre             | Ext. (Stade de l'Abbé-Deschamps)      | -     |                                        |                                      | -      | -      |                                    | N/A    |

## Classement
| Rang | Équipe                        | Pts | J  | G | N  | P  | Bp | Bc | Diff |
| ---- | ----------------------------- | --- | -- | - | -- | -- | -- | -- | ---- |
| 14   | FC Sochaux-Montbéliard        | 34  | 28 | 8 | 10 | 10 | 28 | 30 | −2   |
| 15   | La Berrichonne de Châteauroux | 34  | 28 | 9 | 7  | 12 | 22 | 38 | −16  |
| 16   | Rodez AF P                    | 32  | 28 | 8 | 8  | 12 | 31 | 34 | −3   |
| 17   | Paris FC                      | 28  | 28 | 7 | 7  | 14 | 22 | 40 | −18  |
| 18   | Chamois niortais FC           | 26  | 28 | 6 | 8  | 14 | 30 | 41 | −11  |

## Coupe de France de football
| Tour          | Date                    | Adversaire               | Lieu                  | Résultat | Buteurs du RAF                           | Buteurs adverses          | Public |
| ------------- | ----------------------- | ------------------------ | --------------------- | -------- | ---------------------------------------- | ------------------------- | ------ |
| 7e tour       | Samedi 16 novembre 2019 | Auch Football (N3)       | Stade Jacques-Fouroux | 0-5      | 27e 34e Caddy 37e 62e Ouhafsa 88e Mathis | -                         | 2 000  |
| 8e tour       | Samedi 7 décembre 2019  | Stade Poitevin FC (N3)   | Stade Michel-Amand    | 1-3      | 47e 53e Caddy 75e Douline                | 17e Neto                  | 2 500  |
| 32e de finale | Samedi 4 janvier 2020   | Athlético Marseille (N3) | Stade La Martine      | 2-1      | 53e Maanane                              | 8e Benbachir 47e Meghezel | 1 000  |

## Coupe de la Ligue de football
| Tour     | Date               | Adversaire            | Lieu            | Résultat      | Buteurs du RAF     | Buteurs adverses | Public |
| -------- | ------------------ | --------------------- | --------------- | ------------- | ------------------ | ---------------- | ------ |
| 1er tour | Mardi 13 août 2019 | Grenoble Foot 38 (L2) | Stade des Alpes | 1-1 (4-3 tab) | 76e (pen.) Ouhafsa | 43e Semedo       | 2 265  |

## Statistiques

### Individuelles

#### Buteurs

##### En Ligue 2
| Classement (club) | Classement (Ligue 2) | Joueur          | Nombre total de buts | ...dont penaltys | Un but toutes les ... |
| ----------------- | -------------------- | --------------- | -------------------- | ---------------- | --------------------- |
| 1er               | 6e                   | Ugo Bonnet      | 11                   | 0                | 183 min (1er)         |
| 2e                | 25e                  | Pape Sané       | 5                    | 0                | 277 min (2e)          |
| 3e                | 59e                  | Valentin Henry  | 3                    | 0                | 719 min               |
| 4e                | 60e                  | Pierre Ruffaut  | 3                    | 0                | 598 min               |
| 5e                | 64e                  | Ayoub Ouhafsa   | 3                    | 0                | 352 min (3e)          |
| 6e                | 80e                  | Pierre Bardy    | 3                    | 0                | 645 min               |
| 7e                | 88e                  | Joris Chougrani | 2                    | 0                | 1155 min              |
| 8e                | 160e                 | David Douline   | 1                    | 0                | 2221 min              |

##### Toutes compétitions confondues
| Classement | Joueur          | Nombre total de buts | ...dont penaltys |
| ---------- | --------------- | -------------------- | ---------------- |
| 1er        | Ugo Bonnet      | 11                   | 0                |
| 2e         | Ayoub Ouhafsa   | 6                    | 1                |
| 3e         | Pape Sané       | 5                    | 0                |
| 4e         | Dorian Caddy    | 4                    | 0                |
| 5e         | Valentin Henry  | 3                    | 0                |
| 5e         | Pierre Ruffaut  | 3                    | 0                |
| 5e         | Pierre Bardy    | 3                    | 0                |
| 8e         | Joris Chougrani | 2                    | 0                |
| 8e         | David Douline   | 2                    | 0                |
| 10e        | Boris Mathis    | 1                    | 0                |
| 10e        | Edwin Maanane   | 1                    | 0                |

#### Passeurs

##### En Ligue 2
| Classement (club) | Classement (Ligue 2) | Joueur             | Nombre total de passes décisives | ...dont ceux sur coup de pied arrêtés | Une passe décisive toutes les ... |
| ----------------- | -------------------- | ------------------ | -------------------------------- | ------------------------------------- | --------------------------------- |
| 1er               | 11e                  | Valentin Henry     | 5                                | 1                                     | 431 min (2e)                      |
| 2e                | 20e                  | Joris Chougrani    | 4                                | 0                                     | 577 min                           |
| 3e                | 26e                  | Pierre Ruffaut     | 4                                | 3                                     | 448 min (3e)                      |
| 4e                | 55e                  | Ayoub Ouhafsa      | 2                                | 0                                     | 528 min                           |
| 5e                | 63e                  | Aurélien Tertereau | 2                                | 0                                     | 778 min                           |
| 6e                | 98e                  | Corentin Jacob     | 1                                | 0                                     | 169 min (1er)                     |
| 7e                | 144e                 | Pape Sané          | 1                                | 0                                     | 1389 min                          |
| 8e                | 166e                 | Ugo Bonnet         | 1                                | 0                                     | 2015 min                          |
| 9e                | 184e                 | Rémy Boissier      | 1                                | 1                                     | 1481 min                          |
| 10e               | 191e                 | David Douline      | 1                                | 1                                     | 2221 min                          |

### Collectives

#### En Ligue 2
- Meilleur classement : 4e (J1-3)
- Pire classement : 16e (J22 / J26 à 28)
- Plus grand écart de points avec le barragiste : + 9 (J7-8 / J12)
- Plus petit écart de points avec le barragiste : + 3 (J1-2 / j16-17 / J26)
- Plus grande série de victoires : 2 (J11-12)
- Plus grande série de matchs nuls : 2 (J5-6 / J21-22 / J24-25)
- Plus grande série de défaites : 5 (J13 à 17)
- Plus grande série de matchs sans défaite : 5 (J21 à 25)
- Plus grande série de matchs sans victoire : 5 (J13 à 17)
- Plus large victoire : 4-1 (contre Le Mans [J7])
- Plus large défaite : 4-1 (contre Guingamp [J10])
- Plus grande série de matchs en marquant au moins un but : 4 (J5-8)
- Plus grande série de matchs sans marquer : 2 (J25-26)
- But le plus rapidement marqué par le RAF :   1re (par Ugo Bonnet contre Auxerre [J1])
- But le plus rapidement encaissé :   10e (par Eric Vandenabeele pour Grenoble [J19]) /   10e (par Pierre-Yves Hamel pour Lorient [J26])
- But le plus tardivement marqué par le RAF :   90+3e (par Ugo Bonnet contre Orléans [J5])
- But le plus tardivement encaissé :   90+2e (csc) (par Joris Chougrani pour Nancy [J6]) /   90+2e (pen.) (par Jérémy Livolant pour Sochaux [J27])
- Joueur du RAF ayant marqué un doublé : Ugo Bonnet (contre Le Mans [J7] et Guingamp [J28]), Pierre Bardy (contre Caen [J18])
- Joueur adverse ayant marqué un doublé : Bryan Pelé (pour Guingamp [J10]), Gaëtan Robail (pour Lens [J14]), Tino Kadewere (pour Le Havre [J16])
- Joueur du RAF ayant marqué un triplé : aucun
- Joueur adverse ayant marqué un triplé : aucun
- Rencontre avec le plus de buts marqués par le RAF : 4 (victoire 4-1 contre Le Mans [J7])
- Rencontre avec le plus de buts encaissés : 4 (défaite 4-1 contre Guingamp [J10])
- Rencontre la plus prolifique en buts : 6 (3-3 contre Orléans [J5])
- Rencontre la moins prolifique : 0 (contre Châteauroux [J2], Paris FC [J21] et Le Mans [J25])

#### Toutes compétitions confondues
- Plus large victoire : 0-5 (contre Auch [CDF 7e tour])
- Plus large défaite : 4-1 (contre Guingamp [L2 J10])
- Plus grande série de victoires : 2 (L2 J11-12 / CDF 8e tour + L2 J18)
- Plus grande série de matchs nuls : 2 (L2 J5-6 / L2 J21-22 / L2 J24-25)
- Plus grande série de défaites : 5 (L2 J13 à 17)
- But le plus rapidement marqué par le RAF :   1re (par Ugo Bonnet contre Auxerre [L2 J1])
- But le plus rapidement encaissé :   8e (par Sander Benbachir pour Athlético Marseille [CDF 1/32])
- But le plus tardivement marqué par le RAF :   90+3e (par Ugo Bonnet contre Orléans [L2 J5])
- But le plus tardivement encaissé :   90+2e (csc) (par Joris Chougrani pour Nancy [L2 J6]) /   90+2e (pen.) (par Jérémy Livolant pour Sochaux [L2 J27])
- Joueur du RAF ayant marqué un doublé : Ugo Bonnet (contre Le Mans [L2 J7] et Guingamp [L2 J28]), Pierre Bardy (contre Caen [L2 J18]), Dorian Caddy (contre Auch [CDF 7e tour] et Stade poitevin [CDF 8e tour]), Ayoub Ouhafsa (contre Auch [CDF 7e tour])
- Joueur adverse ayant marqué un doublé : Bryan Pelé (pour Guingamp [L2 J10]), Gaëtan Robail (pour Lens [L2 J14]), Tino Kadewere (pour Le Havre [L2 J16])
- Joueur du RAF ayant marqué un triplé : aucun
- Joueur adverse ayant marqué un triplé : aucun
- Rencontre avec le plus de buts marqués par le RAF : 5 (victoire 0-5 contre Auch [CDF 8e tour])
- Rencontre avec le plus de buts encaissés : 4 (défaite 4-1 contre Guingamp [L2 J10])
- Rencontre la plus prolifique en buts : 6 (3-3 contre Orléans [L2 J5])
- Rencontre la moins prolifique : 0 (contre Châteauroux [L2 J2], Paris FC [L2 J21] et Le Mans [L2 J25])